# Hedong (sockenhuvudort i Kina, Jiangxi Sheng, lat 29,34, long 115,77)
Hedong är en sockenhuvudort i Kina. Den ligger i provinsen Jiangxi, i den sydöstra delen av landet, omkring 74 kilometer norr om provinshuvudstaden Nanchang. Antalet invånare är 11 346. Befolkningen består av 5 636 kvinnor och 5 710 män. Barn under 15 år utgör 19,0 %, vuxna 15-64 år 71 %, och äldre över 65 år 8,0 %.
Runt Hedong är det ganska tätbefolkat, med 199 invånare per kvadratkilometer. Närmaste större samhälle är Puting, 1,2 km sydväst om Hedong. Trakten runt Hedong består till största delen av jordbruksmark.
Genomsnittlig årsnederbörd är 2 141 millimeter. Den regnigaste månaden är maj, med i genomsnitt 334 mm nederbörd, och den torraste är januari, med 59 mm nederbörd.